# Grandes Purges

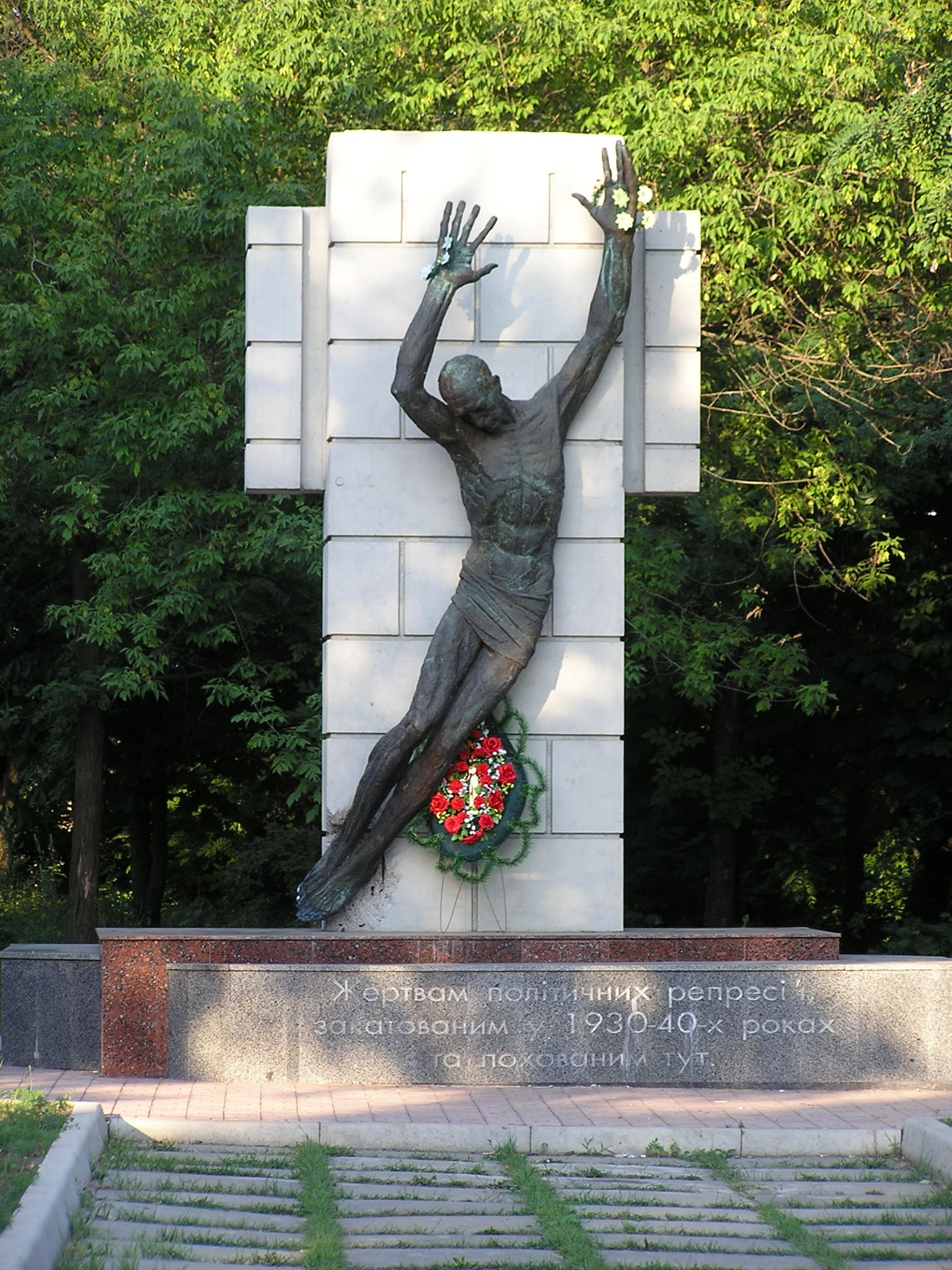
Monument érigé en hommage aux victimes des Grandes Purges, dans la ville de Donetsk (Ukraine), en 2013.

Les Grandes Purges — ou la Grande Terreur — sont une période de répressions politiques massives en Union soviétique dans la seconde moitié des années 1930, principalement de 1936 à 1938. Totalement dominé par Joseph Staline, le Parti communiste utilise alors à grande échelle l'emprisonnement, la torture, la déportation et la peine de mort pour éliminer ses opposants politiques réels ou supposés.

## Spécificité
Pour un article plus général, voir Histoire de l'URSS sous Staline.
La plupart des historiens soulignent la spécificité de la Iejovchtchina par rapport aux autres vagues répressives de la période stalinienne. L'historien britannique Orlando Figes résume le point de vue actuel :

« Extraordinaire même à l'aune du régime stalinien, la Grande Terreur n'est pas une vague d'arrestations en masse relevant de la routine, comme celles qui balayèrent le pays tout au long du règne de Staline, mais une politique calculée de meurtre collectif. Ne se satisfaisant plus d'emprisonner ses "ennemis politiques" réels ou imaginaires, Staline ordonne à la police de faire sortir des hommes des prisons ou des camps de travail pour les exécuter. En l'espace de deux ans, en 1937-1938, suivant des statistiques incomplètes, un total stupéfiant d'au moins 681 692 personnes et probablement beaucoup plus, furent exécutées pour « crime contre l'État ». Dans les mêmes années, la population des camps de travail et des colonies du Goulag s'accrut de 1 196 369 à 1 881 570 personnes, sans tenir compte des 140 000 morts au moins dans les camps eux-mêmes et du nombre inconnu des morts au cours du transport vers les camps. »

## Déroulement
Après le « Congrès des Vainqueurs » de 1934, alors que Staline proclame que « L’homme est le capital le plus précieux », toute personne perçue comme menace pour le régime est systématiquement poursuivie et aspirée dans un système répressif qui devient tentaculaire (le Goulag). La plupart des dirigeants communistes historiques et de très nombreux officiers généraux et supérieurs de l'Armée rouge sont les premières victimes de la politique stalinienne. Cependant, la répression ne frappe pas seulement la vieille garde révolutionnaire, mais s'étend à toute la société.

### La purge du Parti
Les purges visent d'abord l'élimination drastique des camarades qui ne « méritent » pas leur appartenance au Parti, les « carriéristes » et « égoïstes ». Pour les fonctionnaires par exemple, la purge signifie la disparition de tout espoir d'avancement. La perte de l'affiliation à « l'avant-garde du prolétariat » entraîne au minimum la perte des privilèges de la nomenklatura, mais peut avoir des conséquences plus dramatiques comme l'emprisonnement pour les motifs les plus futiles, voire l'exil intérieur, la déportation dans l'« archipel du Goulag », les travaux forcés ou l'exécution sommaire.
Entre 1929 et 1931, plus de 250 000 communistes sont exclus du Parti, beaucoup pour « déviationnisme droitier ». Le 28 avril 1933, le comité central du PCUS décrète à nouveau une vaste campagne d'épuration du Parti afin de contrôler le recrutement de ses membres. À la fin de 1936, avant même que les Grandes Purges ne commencent, le PCUS ne compte plus que 1 450 000 membres, soit une diminution de 750 000 en quatre ans. En 1937, première année de purge généralisée, 500 000 membres disparaissent des registres. Sur 139 titulaires et suppléants élus au comité central par le « Congrès des Vainqueurs », 98 sont arrêtés et presque tous exécutés. Il en va de même pour 1 108 des 1 966 délégués à ce même congrès. La purge est particulièrement importante dans la région de Moscou.

### L'assassinat de Sergueï Kirov
L'assassinat de Sergueï Kirov, le 1er décembre 1934, marque la fin d'un timide dégel politique advenu lors de cette année et, selon certains historiens, le début de la Grande Terreur,. Cette lecture est cependant remise en cause par le délai relativement long entre la mort de Kirov et le début effectif des Grandes purges.
Quelques heures seulement après la mort de Kirov, Staline rédige de sa propre main un décret, dit « loi du 1er décembre », qui durcit considérablement la procédure d'enquête : clôture de l'instruction des affaires de terrorisme dans les dix jours, accusés laissés dans l'ignorance des charges pesant contre eux jusqu'à la veille du procès, etc. Le 16 décembre 1934, Lev Kamenev et Grigori Zinoviev sont arrêtés. Le 29 décembre, à Léningrad, 14 personnes sont condamnées à mort pour participation directe à l'assassinat de Kirov. Le 16 janvier 1935 a lieu le procès d'un centre de Moscou qui voit les accusés condamnés à cinq ou dix ans de camp. La chasse aux terroristes se diffuse dans toute l'URSS. Dans les trois mois qui suivent, près d'un millier de « zinovievistes » sont ainsi arrêtés à Leningrad, dont certains pour « complicité morale » dans la mort de Kirov. Oleg Khlevniouk reprend pour sa part le chiffre de 6 501 victimes de la loi du 1er décembre au cours du seul mois de décembre 1934.

### Les procès de Moscou
À partir de 1936, plusieurs procès spectaculaires sont organisés à Moscou pour convaincre l'opinion publique intérieure et étrangère de l'existence d'une vaste conspiration antisoviétique et pour servir d'exemple pour les procès qui se déroulent dans le reste du pays. Fondés sur les seuls aveux des accusés, généralement arrachés sous la torture, les procès sont des simulacres. Presque tous les bolcheviks au premier plan pendant la Révolution russe de 1917 ou dans le gouvernement de Lénine sont alors éliminés. Quant à Léon Trotski, en exil au Mexique, il est assassiné par un agent soviétique le 21 août 1940. Parmi les vieux bolcheviks, seuls Viatcheslav Molotov, Mikhaïl Kalinine et Staline survivent à ces purges.
Du 19 août 1936 au 23 août 1936 se déroule le procès du « Centre terroriste trotskiste-zinoviéviste ». Lev Kamenev, Grigori Zinoviev et quatorze autres personnalités sont accusés d'être responsables de l'assassinat de Sergueï Kirov en décembre 1934 et d'avoir comploté l'assassinat de Staline et des membres du Politburo afin de restaurer le capitalisme avec l'aide de fascistes allemands et japonais. Les preuves sont visiblement truquées, en particulier celles attestant une rencontre entre les fils de Léon Trotski et les « comploteurs », mais tous les accusés reconnaissent leur culpabilité. Le 24 août 1936, le verdict est rendu : tous les accusés sont reconnus coupables et condamnés à mort. Ils sont exécutés dans les vingt-quatre heures.
Dans un télégramme du 25 septembre 1936 au Politburo, Staline déclare : « Nous estimons qu'il est absolument indispensable et urgent de nommer le camarade Iejov au poste de Commissaire du peuple de l'Intérieur. Iagoda s'est manifestement montré incapable de démasquer le bloc trotskiste-zinovievien. Dans cette affaire, l'Oguépéou est en retard de quatre ans. Tous les responsables du parti et la majorité des représentants du NKVD l'ont remarqué, ». Le 30 septembre 1936, Nikolaï Iejov remplace Guenrikh Iagoda (officiellement muté Commissaire du peuple à la poste) à la tête du NKVD.
En janvier 1937 se déroule un deuxième procès, celui du « Centre antisoviétique trotskiste de réserve ». Le verdict est le même que lors du premier procès : les dix-sept accusés sont jugés coupables et, à une exception, tous condamnés à mort.
Lors de la session du Comité central de février–mars 1937, après des débats houleux, Staline, Molotov et Iejov finissent par l'emporter sur les partisans d'une ligne modérée. Ils obtiennent la tête de Nikolaï Boukharine et d'Alexeï Rykov, aussitôt arrêtés (leur ancien collègue Mikhaïl Tomski s'était suicidé).
En juin 1937, Mikhaïl Toukhatchevski et six autres officiers sont également jugés sommairement et exécutés. Les deux-tiers environ des généraux sont alors éliminés, affaiblissant dramatiquement le commandement des forces armées soviétiques. En 1961, durant la politique de déstalinisation menée par Khrouchtchev, le XXIIe congrès du PCUS les réhabilite en révélant l'absence de procès contre les chefs de l'armée et que c'est le Politburo qui a décidé de leur liquidation.
En mars 1938, Boukharine, Rykov et Iagoda passent à leur tour en jugement pour avoir formé un « bloc des droitiers et des trotskistes ». Tous les accusés sont reconnus coupables et à une exception tous exécutés. Selon la Pravda, le verdict est accueilli par des manifestations de joie populaire.

### La Grande Terreur
Les procès de Moscou donnent le signal du début de purges massives. La phase la plus violente se déroule de fin 1936 à 1938, et coïncide avec la Iejovschina. Durant ces deux années, la répression fait plus de deux millions de victimes, dont 725 000 exécutions. L'ordre opérationnel no 00447 du 31 juillet 1937, qui ordonne de réprimer les « éléments antisoviétiques et socialement dangereux », marque le début des purges à grande échelle. Iejov ordonne à la police secrète de fusiller un quota minimal de 75 950 personnes et d'en envoyer 193 000 au Goulag,. Le NKVD n'hésite pas à fabriquer des preuves et extorquer des aveux sous la torture pour remplir son objectif hérité de la planification économique stalinienne. Quelques rares témoignages d'agents de l'époque rendent compte de la mécanique implacable mise en œuvre pour arrêter, accuser et assassiner un nombre considérable de citoyens soviétiques.
Près d'un million de personnes sont exécutées par des pelotons et bien plus sont envoyées dans des prisons ou des camps du Goulag : beaucoup n'y survivent pas. Les estimations du nombre de victimes varient beaucoup,. Pour Robert Conquest, la Grande Terreur aurait entraîné au moins six millions d'arrestations, trois millions d'exécutions et deux millions de morts dans les camps du Goulag. Des chiffres que les historiens révisionnistes estiment surévalués ; ce à partir des archives soviétiques à la disposition des chercheurs depuis 1989. Cette année-ci le responsable du KGB affirma que pendant ces années de Grandes Purges, il n'y eut pas plus d'un million d'arrestations. Le tableau des exécutions ramène le nombre des condamnations à mort pour ces années-là à 681 692 dans un ensemble d'environ 800 000 (799 455 exactement) entre 1921 et 1953. Cependant, en 1993, Nicolas Werth, coauteur en 1997 du Livre noir du communisme, publiait une estimation encore inférieure : « peut-être un demi-million d'exécutions » sur un total de 642 980 entre 1921 et 1954.
Beaucoup d'« ennemis du peuple » sont poursuivis sous l'inculpation de sabotage économique, d'affiliation au trotskisme ou de participation à la subversion étrangère. De nombreux chefs locaux du parti sont dénoncés et accusés d'abus de pouvoir.
L'automne 1938 marque la fin de la « Grande terreur ». En novembre 1938, les exécutions en masse prennent brusquement fin. Selon les mots de Nicolas Werth, « La Grande Terreur s'arrêta comme elle avait commencé : sur un ordre de Staline », après une violente critique du fonctionnement du NKVD (non-respect du code de procédure pénale) le 17 novembre 1938 et une confession de Iejov le 23 novembre dans laquelle il reconnaît sa totale responsabilité et demande à être déchargé de sa mission. Au XVIIIe Congrès du parti, Iejov n'est même pas élu au comité central. Iejov, d'abord rétrogradé au rang de commissaire du peuple au transport fluvial le 21 août 1939, et fusillé en 1940, est remplacé par son adjoint Lavrenti Beria.
Cependant, la pratique des arrestations arbitraires continue jusqu'à la mort de Staline. Selon Anne Applebaum, les années 1937-1938 ne furent pas les plus mortelles de l'histoire des camps, ni celles de la plus grande extension de cette pratique,. L'année 1937 marque pourtant une « ligne de partage des eaux » : jusqu'alors des lieux où l'on meurt par accident et dans l'indifférence, les prisons soviétiques se transforment en camps meurtriers où l'on tue délibérément et en masse.

### Conséquences des purges
L'élimination d'un grand nombre d'officiers compétents de l'Armée rouge lors des purges est généralement considérée comme une des raisons principales des défaites soviétiques initiales face à l'attaque de l'Allemagne nazie lors de l'opération Barbarossa en été 1941.

« De mai 1937 à septembre 1938, furent soumis à la répression près de la moitié des commandants de régiments, presque tous les commandants des brigades, tous les commandants de corps d'armée et commandants de régions militaires, membre des Soviets militaires et chefs des directions politiques des régions militaires, la majorité des commissaires politiques des corps d'armées, des divisions et des brigades, près d'un tiers des commissaires de régiments, beaucoup d'enseignants des écoles militaires. »

— Heller et Nekrich 1982, p. 254

« En deux ans, la purge va faire disparaître les 11 vice-commissaires à la Défense, 75 des 809 membres du Conseil militaire suprême, les 8 amiraux, 2 des 4 maréchaux restants, 14 des 16 généraux d'armée, les 9/10e des généraux de corps d'armée, les 2/3 des généraux de division, plus de la moitié des généraux de brigade, 35 000 officiers. »

— Michel Laran et Jean-Louis Van Regemorter, La Russie et l'ex-URSS de 1914 à nos jours, p. 115-116.
Toutefois, Goebbels rapporte que, si ce fut initialement aussi l'avis d'Hitler, il changea d'opinion par la suite :

« Le Führer explique encore une fois le cas Toukhatchevski et exprime l'opinion que nous étions absolument dans l'erreur à l'époque, lorsque nous croyions que Staline ruinerait ainsi l'Armée rouge. C'est le contraire qui est vrai : Staline s'est débarrassé de tous les cercles d'opposition de l'Armée rouge et a ainsi réussi à ce qu'il n'y ait plus de courant défaitiste dans cette armée. […] Vis-à-vis de nous, Staline a en plus l'avantage de ne pas avoir d'opposition sociale, car le bolchévisme l'a supprimée elle aussi au cours des liquidations de ces vingt dernières années. […] Le bolchévisme a éliminé ce danger à temps et peut ainsi tourner toute sa force contre son ennemi »

— Joseph Goebbels, Journal, 8 mai 1943[réf. souhaitée].
C'est l'opinion d'Hitler, qui semble projeter sur l'URSS son point de vue politique en négligeant les compétences techniques et stratégiques, comme il le faisait vis-à-vis de ses propres généraux.
Malgré ces purges, la plupart des sources militaires estimaient le potentiel de l'Armée rouge comme toujours sérieux, comme l'illustrait d'ailleurs sa victoire contre les intrusions des troupes japonaises sur la frontière mandchoue en 1938-1939. En réalité, cette victoire coûte deux fois plus d'hommes aux Soviétiques qu'aux Japonais, et elle suit une défaite humiliante de l'Armée rouge en Extrême-Orient. C'est lors de la tentative soviétique d'invasion de la Finlande, petit pays dont Staline pensait ne faire qu'une bouchée, que la faiblesse de l'Armée rouge « purgée » se révèle pendant la « Guerre d'Hiver » 1939-1940.
Par ailleurs, outre l'aspect politique, les purges ont également contribué à rajeunir l'armée et à remplacer de nombreux cadres des échelons inférieurs et intermédiaires par de nouveaux cadres qui avaient généralement fait des études secondaires, voire supérieures. L'écrivain russe Alexandre Zinoviev, qui combattit au sein de l'Armée rouge, affirme ainsi que même si l'arrestation des chefs militaires de grades élevés a certainement eu des conséquences tragiques au début de la guerre, ce rajeunissement et l'élévation du niveau culturel et intellectuel associé a été un facteur décisif de la victoire :

« Il y a dans tout mal une part de bien. Grâce à ces répressions et à ces défaites du début de la guerre le niveau d'instruction des officiers a augmenté. Oui, oui ! Des quantités d'hommes ayant fait des études secondaires et supérieures ont pris le commandement de pelotons, de compagnies, de bataillons, de régiments. […] Si vous voulez le savoir, ce sont les bacheliers de mon école qui ont gagné cette guerre. »

Mais Zinoviev ne donne qu'un témoignage au niveau de la troupe aux échelons subalternes : il ne rend pas compte de la désorganisation des états-majors et du manque criant d'officiers supérieurs et généraux compétents. Quoi qu'il en soit, l'affaiblissement réel de l'Armée rouge par ces purges a été l'une des raisons des gouvernements français d'Édouard Daladier et anglais de Neville Chamberlain pour renoncer à une alliance tripartite entre la France, l'URSS et le Royaume-Uni dirigée contre la menace nazie, l'Union soviétique étant perçue comme incapable d'être efficace dans une telle alliance.

## Réhabilitations

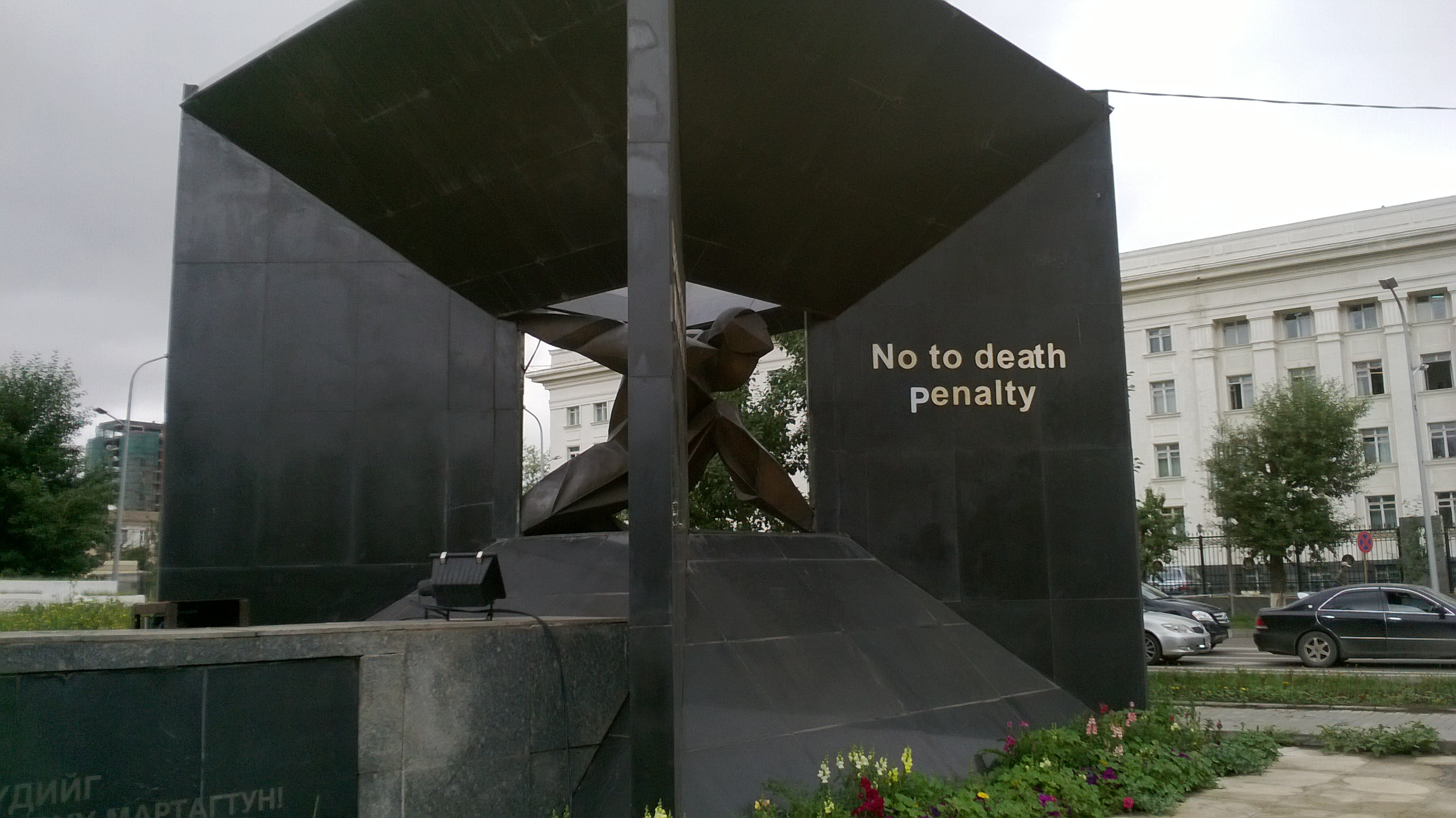
Oulan-Bator, Oulan-Batar, près du Musée national d'histoire, Non à la peine de mort. Grande Purge mongole. Monument dédié aux victimes des répressions à Oulan-Bator, Mongolie.

Une première réhabilitation a eu lieu dès la chute de Nikolaï Iejov à la fin 1938. Aussitôt nommé, Lavrenti Beria annonce une révision des arrestations effectuées sous l'autorité de son prédécesseur. En 1940, 1,5 million d'affaires sont révisées : 450 000 condamnations sont cassées, 128 000 dossiers refermés, 30 000 personnes libérées de prisons et 327 000 des camps du Goulag. Ce qui conduisit beaucoup à retrouver foi dans le système juridique soviétique, donnant ainsi le beau rôle à Staline et à Iejov celui du méchant enfin démasqué.
Le 24 février 1956, à la fin du XXe congrès du Parti communiste de l'Union soviétique, Nikita Khrouchtchev, alors à la tête de l'État, dénonce la répression stalinienne dans un discours tenu à huis clos devant les seuls délégués soviétiques ; les partis communistes frères sont alors priés de quitter la salle. Le discours secret est néanmoins rendu public un mois plus tard. Khrouchtchev déclare que les purges étaient un « abus de pouvoir » de Staline et qu'elles eurent des conséquences désastreuses pour le pays. Dans le même discours, il reconnaît que plusieurs des victimes des purges étaient innocentes et que les confessions avaient été obtenues sous la torture.
Dénoncer la répression stalinienne permet à Khrouchtchev, membre du Politburo depuis janvier 1938, d'évincer ses adversaires qui avaient participé aux purges et d'accéder ainsi au poste de président du Conseil des ministres.
Les dernières réhabilitations, comme celle de Nikolaï Boukharine, ont eu lieu en 1988.